# Harpoen

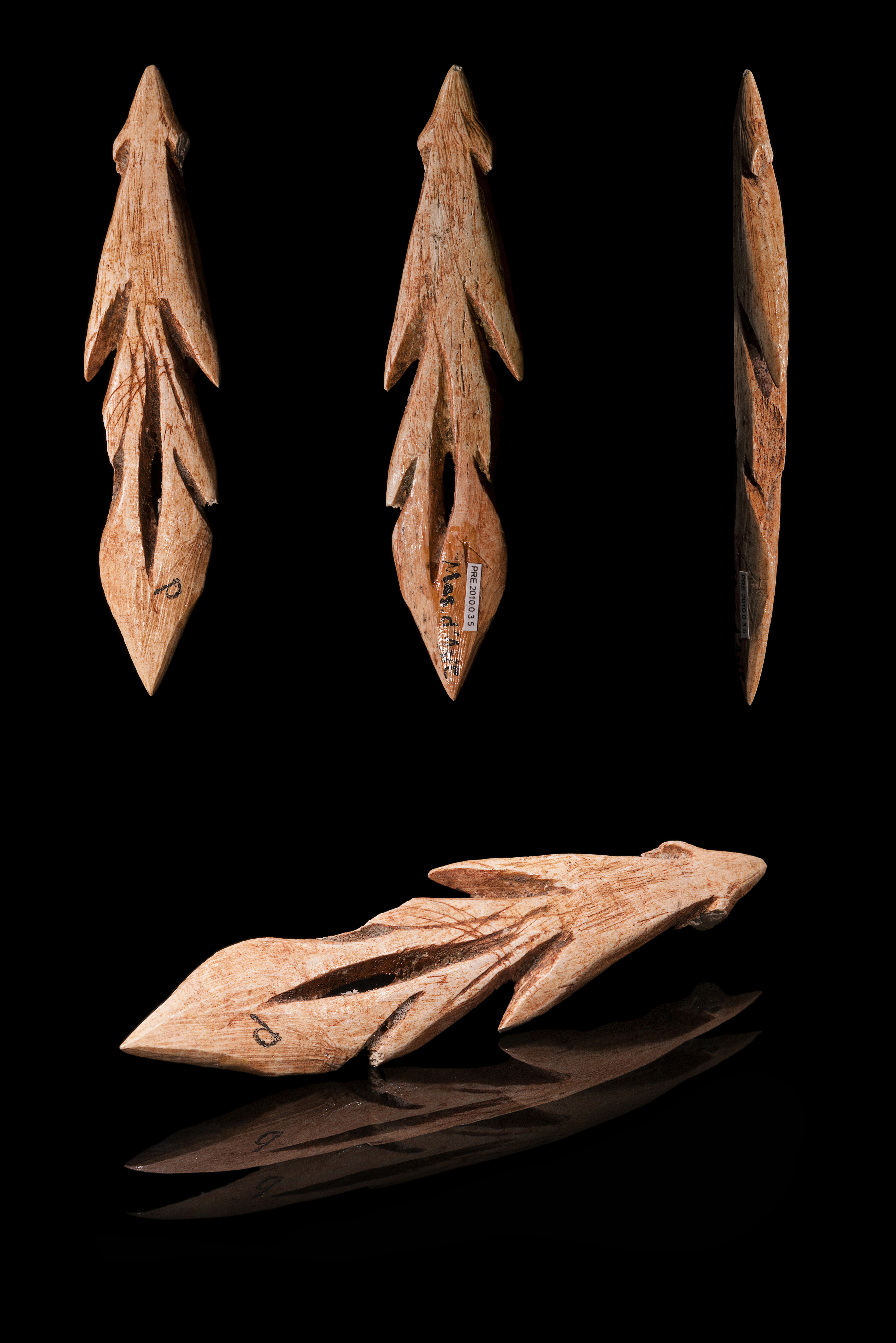
Harpoen.

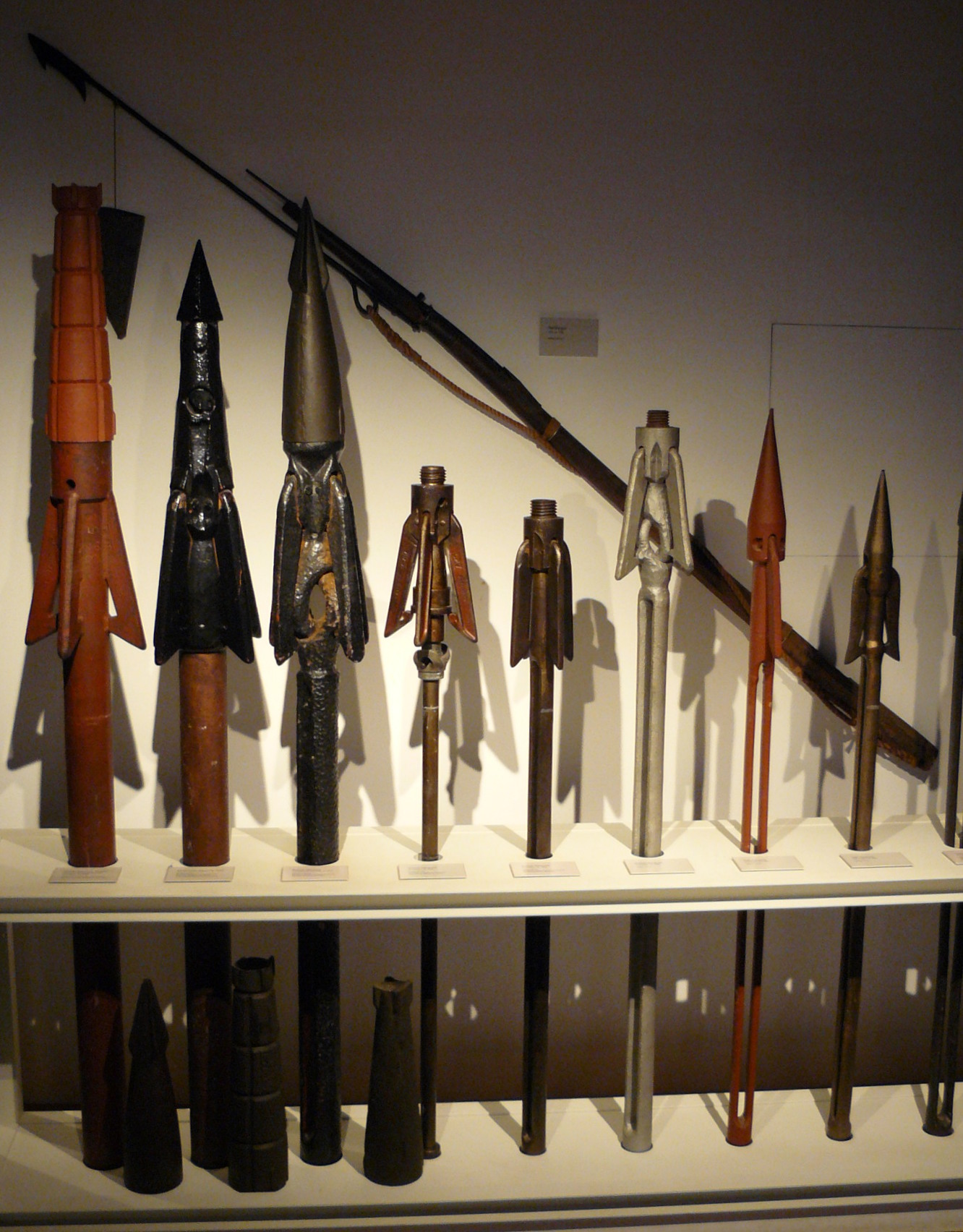
Verzameling harpoenen, van rechts naar links worden ze geavanceerder. Gezien in het Internationales Maritimes Museum Hamburg.

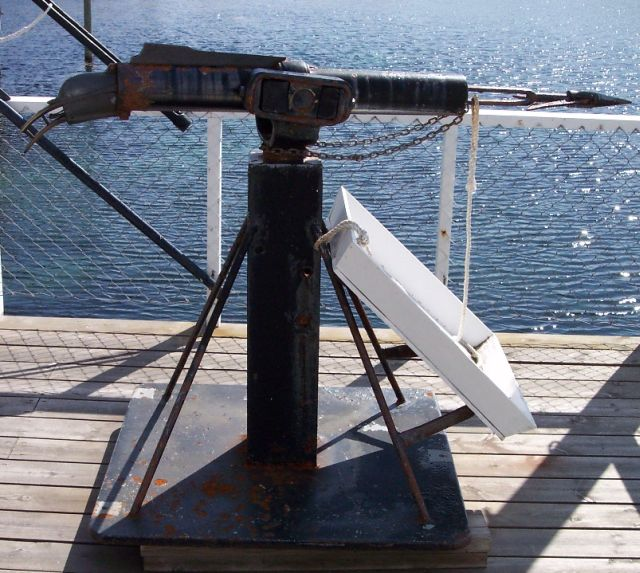
Harpoen met klein kanon.

Een harpoen is een vistuig, bestaande uit een speer met één of meer weerhaken voorziene punt, die door een lijn met de werper is verbonden. Hij wordt gebruikt voor de jacht op vissen, zeehonden en walvissen.
De vroegste vondsten betreffen harpoenachtige punten uit de Oude Steentijd die van ivoor of gewei werden gemaakt.
Bij de walvisvaart was de met de hand geworpen harpoen alleen bruikbaar voor het vangen van langzaam zwemmende walvissen. Toen deze door toenemende vangst in aantal afnamen, zocht men mogelijkheden om de harpoen af te schieten. De eerste die hiervoor een bruikbare constructie bouwde was de Noor Svend Foyn (1809–1894) uit Tønsberg. In 1864 vertrok hij op het eerste speciaal gebouwde vangschip Spes et Fides (hoop en vertrouwen), met zeven walviskanonnen (die ieder een harpoen en een granaat afzonderlijk afschoten) gemonteerd op het voorschip. Na jaren van perfectioneren ontving hij in 1870 octrooi op een harpoengranaatkanon dat een harpoen én een granaat tegelijkertijd afschoot. Met deze ontwikkeling begon de moderne walvisvaart.